# Sotto tiro (romanzo)
Sotto tiro (Liberation Day) è un romanzo del 2002 dello scrittore britannico Andy McNab.

## Trama
Nick Stone, ex membro del 22º reggimento SAS e per anni sfruttato dal servizio segreto di sua maestà MI6 come agente K, viene questa volta ingaggiato da George, un ufficiale del Defense Intelligence Agency nonché padre di Carrie, un suo contatto conosciuto durante una missione a Panama che gli affida una missione in territorio algerino in cambio della cittadinanza americana.

Il compito è eliminare Adel Kader Zeralda, proprietario di una catena di supermercati locali e di una stazione di produzione combustibile che risulta affiliato ad Al-Qaeda.

Con l'aiuto di Lofti e Hubba-Hubba, due agenti egiziani, i tre portano a termine la missione senza difficoltà, al ritorno in America si incontra con George il quale invece di consegnargli i nuovi documenti ha in serbo per lui ben altri progetti che prevedono l'individuazione e il rapimento di tre "Hawallada" ,operatori di un sistema di trasferimento fondi mondiale chiamato "Hawalla" (Hawala).

Gli Hawallada dovranno consegnare tre milioni di dollari a due corrieri che arriveranno a bordo della "Nove di maggio", uno yacht di proprietà di un uomo di affari inglese e che "parcheggerà" a Beaulieu-sur-Mer, un porto della costa francese vicino a Monaco.

Il compito di Nick il quale verrà affiancato ancora una volta da Lofti e Hubba-Hubba sarà quello di intercettare la Nove di maggio, seguire i corrieri durante le tre raccolte di denaro e una volta identificati gli Hawallada, procedere con il rapimento di questi ultimi e portarli in un luogo prestabilito dove agenti del governo Americano li preleveranno e li porteranno a bordo di una nave da guerra Statunitense ormeggiata in un porto della costa e ufficialmente in "visita di cortesia".

Avvalendosi di un informatore, riconosciuto poi da Nick essere l'uomo in compagnia di Zeralda la notte della missione Algerina, riesce a sapere dove ormeggerà lo yacht con i corrieri e comincia così ad organizzare appostamenti e pedinamenti che impegneranno i tre uomini per i giorni successivi.

Con il primo rapimento tutto sembra andare per il meglio, ma all'interno del cerchio qualcuno fa il doppio gioco e ben presto le cose precipiteranno ed usando una delle sue frasi preferite, Nick si ritroverà nella " merda bella spessa" e dovrà lottare non poco per tirarsene fuori.

Romanzo adrenalinico e non privo dell'ironia che caratterizza i libri di Andy McNab, le pagine scorrono fluide dall'inizio e terminano con un finale esplosivo.

## Edizioni
- Andy McNab, Sotto tiro, traduzione di Stefano Tettamanti, collana TEA, Longanesi & C., 2004,  p. 411, ISBN 88-502-0870-7.